# Pseudonemesia parva
Pseudonemesia parva är en spindelart som beskrevs av Lodovico di Caporiacco 1955. Pseudonemesia parva ingår i släktet Pseudonemesia och familjen Microstigmatidae.
Artens utbredningsområde är Venezuela. Inga underarter finns listade i Catalogue of Life.